# Ján Semančík
Ján Semančík (* 9. května 1960) je bývalý slovenský fotbalista.

## Fotbalová kariéra
V československé lize hrál za Tatran Prešov. V československé lize nastoupil v 96 utkáních a dal 5 gólů.

## Ligová bilance
| Ročník                                   | Zápasy | Góly | Klub          |
| ---------------------------------------- | ------ | ---- | ------------- |
| 1. československá fotbalová liga 1981/82 | 19     | 1    | Tatran Prešov |
| 1. československá fotbalová liga 1982/83 | 28     | 2    | Tatran Prešov |
| 1. československá fotbalová liga 1983/84 | 27     | 1    | Tatran Prešov |
| 1. československá fotbalová liga 1984/85 | 6      | 0    | Tatran Prešov |
| 1. československá fotbalová liga 1985/86 | 14     | 0    | Tatran Prešov |
| 1. československá fotbalová liga 1986/87 | 2      | 0    | Tatran Prešov |
| CELKEM                                   | 96     | 5    |               |